# Карлополі
Карлополі (італ. Carlopoli, сиц. Garruòpulu) — муніципалітет в Італії, у регіоні Калабрія,  провінція Катандзаро.
Карлополі розташоване на відстані близько 470 км на південний схід від Рима, 22 км на північний захід від Катандзаро.
Населення — 1525 осіб (2014).
Щорічний фестиваль відбувається 16 липня. Покровитель — Beata Vergine del Monte Carmelo.

## Демографія
Населення за роками:

Станом на 1 січня 2023 року в муніципалітеті офіційно проживало 60 іноземців з 17 країн, серед них 16 громадян країн Євросоюзу.

## Сусідні муніципалітети
- Б'янкі-(кс)
- Чикала
- Джимільяно
- Панеттієрі
- Сорбо-Сан-Базіле
- Соверія-Маннеллі